# Палій-Сидорянський Михайло Данилович
Михайло Данилович Палій-Сидорянський (8 листопада 1895, Біла Церква — 1963, Прага, Чехословаччина) — полковник Армії УНР.

## Життєпис
Михайло Палій-Сидорянський народився 8 листопада 1895 у Білій Церкві.

### Навчання
Дитинство провів на родинному хуторі Сидори.
1910 року закінчив 6 класів білоцерківської гімназії. Був учасником українських учнівських гуртків, а пізніше студентського руху.
1912 року закінчив із відзнакою гімназію «Імператора Петра Великого» в Петербурзі. Цього ж року вступив до Петербурзького гірничого інституту.

### В українській армії
Протягом 1914—1915 Михайло Палій-Сидорянський юнкер Михайлівської артилерійської школи (Петербург). Здобувши чин прапорщика, до січня 1917 служив у артилерійській батареї царської армії.
Після Лютневої революції взяв активну участь в українізації частин російської армії, був делегатом полкових, дивізійних і корпусних з'їздів, а також делегатом 2-го і 3-го всеукраїнських з'їздів військових у Києві.
Закінчив Інструкторську школу старшин.
У січні 1918 командир кінного дивізіону залізничного полку, активний учасник боїв за Київ, отримав поранення у ліву ногу.
Михайло Палій-Сидорянський — один із організаторів і безпосередніх учасників антигетьманського повстання. Зокрема він писав :
Коли Національний Союз вирішив зробити повстання проти гетьмана мене було призначено командиром залізничного полку, з наказом розпочати повстання у Київі. Для розробки пляну повстання представниками всіх військових формацій у Київі був утворений так званий Київський Революційний Штаб, в який я ввійшов представником. На засіданні штабу на Михайлівській вул. в пом. п. Антоновича (я) був заарештований…
У листопаді 1918 р. був одним із активних учасників протигетьманського повстання на Київщині.
Палія-Сидорянського разом з Юрком Тютюнником, Соломінським та Хилецьким засудили до розстрілу, виконання якого призначено на 13 грудня 1918 року. Довідавшись про це, революціонери несподівано обеззброїли варту та комендантську сотню в Печерській фортеці, а також гетьманський панцерний відділ. 150 політичних в'язнів, що сиділи у фортеці, а тепер повстанців, на світанку вийшли на вулиці Києва й після завзятого бою за допомогою робітників опівдні 14 грудня оволоділи Печерськом, Звіринцем, Липками, Подолом. Внаслідок цього повстання війська Директорії наступного дня увійшли до столиці. Палія-Сидорянського було призначено помічником коменданта Києва та околиць.
Після окупації Києва більшовиками, Палій-Сидорянський разом із комендатурою евакуювався до міста Жмеринки, де в лютому 1919 взяв участь в її обороні від більшовиків.

### У лавах повстанців
Під час одного з боїв Михайла Палія поранено в руку, однак місцеві жителі врятували його. Переховувався у селах Таращанського повіту, населення якого навесні 1919 року виступило проти більшовиків.
Підлікувавшись, став до лав повстанців, спочатку козаком, а згодом начальником команди розвідників повстанського загону на Таращанщині. Пізніше його призначено начальником кінноти, а пізніше отаманом повстанських відділів Таращанського повіту.
У липні 1919 підпорядковані йому загони з'єдналися з частиною отамана Юрка Тютюнника. З району Звенигородки повстанці вирушили назустріч Дієвій армії УНР. Приєдналися до неї наприкінці липня 1919 року. Старшина Київської групи Дієвої армії УНР. З травня 1920 р. — начальник розвідчого відділу штабу 4-ї Київської дивізії Армії УНР. З жовтня 1920 р. вже як командир 4-го кінного полку 4-ї Київської стрілецької дивізії, Палій-Сидорянський брав участь у багатьох боях проти червоних і денікінців.
Після інтернування Армії УНР перебував у таборах Вадовиці, Олександрів-Куявський, Щипйорно…

### Участь у Другому зимовому поході
У жовтні 1921 в районі Гусятина Палій-Сидорянський сформував Групу особливого призначення повстанської армії УНР Юрка Тютюнника і в ніч на 25 жовтня 4-й кінний корпус 4-ї київської петлюрівської дивізії під командуванням полковника Палія в кількості 600 вояків перейшов Збруч, де вів бойові дії та партизанив під час Другого Зимового походу Ю. Тютюнника. За донесенням радянських прикордонників, це відбулося під с. Ляцкорунь Кам'янецького повіту Подільської губернії.
1 листопада 1921 року Подільська група полковника Михайла Палія-Сидорянського вступила у бій з кавалерією та піхотою червоних між селами Браталів та Авратин. У районі села Мотрунки супротивнику вдалося відтяти медичний околодок, котрий віз із канцелярією ще кілька груп українських вояків. Загалом відрізаними виявилися 30 піших — переважно беззбройних- та 10-14 кінних вояків, вони сховалися в лісі, й більшовицькі кіннотники їх не знайшли.
Діставши на початку листопада поранення (розривна куля розбила праве коліно) під подільським містечком Улановом, повернувся до Польщі. Був тричі прооперований.
Відмовився повертатися до таборів інтернованих українських вояків у Польщі, через що з 1 січня 1922 р. офіційно вважався дезертиром.

### На еміграції
Проживав на українських землях, окупованих Польщею, брав активну участь у політичному житті. Зокрема під час виборів до парламенту у листопаді 1922 на Ковельщині багато прислужився до вибору українських послів. За свою діяльність потерпів від польської влади, котра позбавила його приватної посади і посадила до в'язниці, де він відсидів 5 місяців. Покарання освітній інструктор Ковельської «Просвіти» Михайло Палій-Сидорянський відбував у Луцькій в'язниці з листопада 1923 до квітня 1924 року.
Після звільнення жив у місті Ковелі на Волині, в родині відомого українського діяча і колишнього посла до сойму, доктора Пирогова.
Влітку 1924 полковник Палій-Сидорянський подає заяву до Української господарської академії в Подєбрадах (Чехословаччина). Закінчив її 30 червня 1932, здобувши фах інженера.
Палій-Сидорянський не належав до жодної партії. Не прийняв ні польського, ні чехословацького громадянства. Залишався громадянином УНР.
Жив у Празі, вчителював у місцевій гімназії, очолював спілку українських інвалідів у Чехословаччині.
У 1945 заарештований контррозвідкою Червоної армії «СМЕРШ», у 1945—1947 рр. перебував під слідством Міністерства державної безпеки СРСР, але зумів уникнути суду, був звільнений.
Помер Михайло Палій-Сидорянський у 1963 році у Празі.

## Вшанування пам'яті
- 28 липня 2022 року у місті Біла Церква Київської області вулицю Піщана перша перейменували на вулицю Михайла Сидорянського.
- 28 липня 2022 року у селі Сидори Білоцерківського району Київської області вулицю Гагаріна перейменували на вулицю Михайла Сидорянського.